# Aprionyx rubicundus
Aprionyx rubicundus is een haft uit de familie Leptophlebiidae. De wetenschappelijke naam van de soort is voor het eerst geldig gepubliceerd in 1932 door Barnard.
De soort komt voor in het Afrotropisch gebied.